# Журналістика ранньомодерної Європи

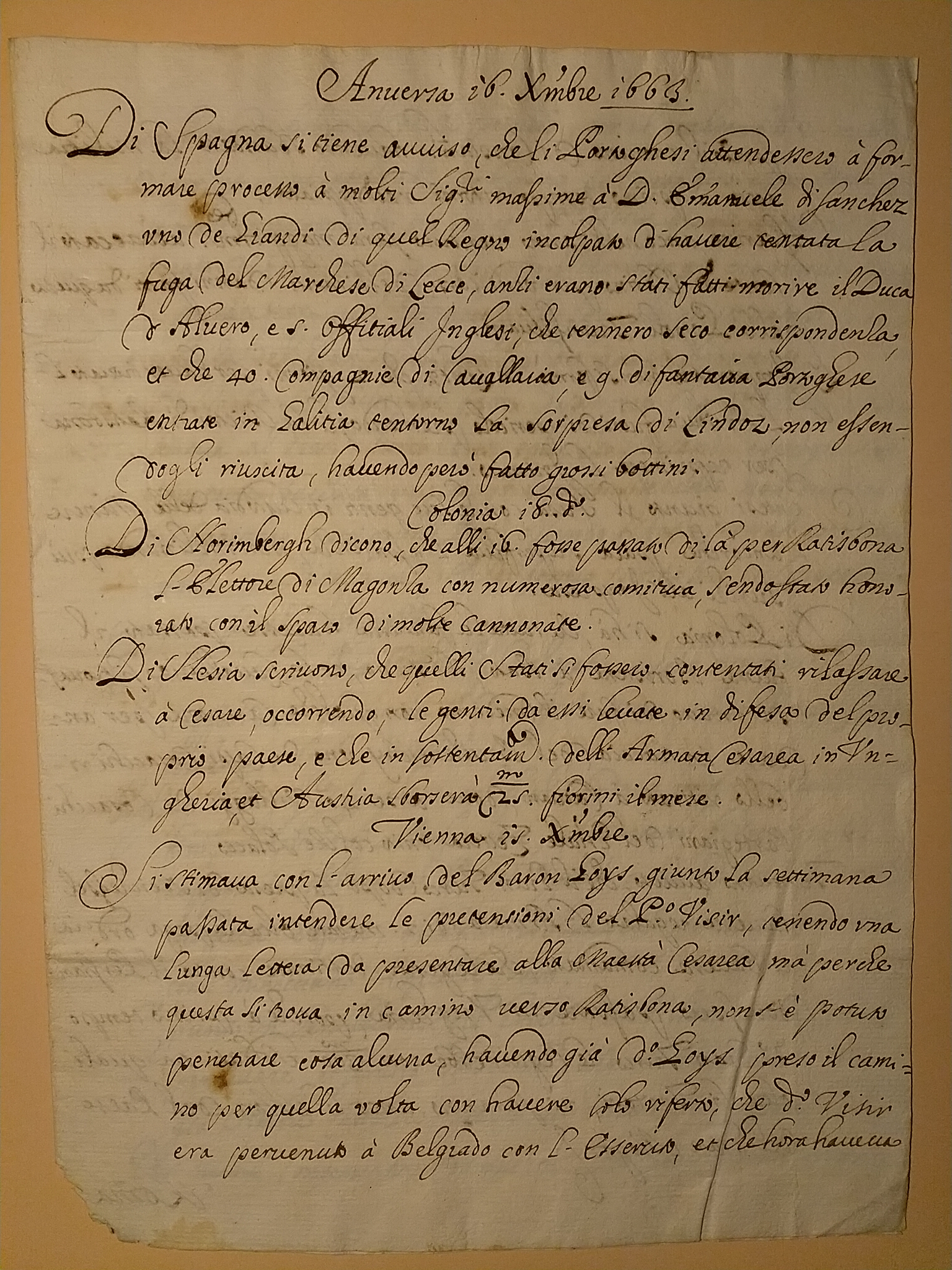
Аввізо з Антверпена від 26 грудня 1663 року

Журналістика ранньомодерної Європи спочатку була представлена рукописними інформаційними бюлетенями, які використовувалися для швидкої та ефективної передачі політичних, військових та економічних новин по всій Європі в ранньомодерну епоху (1500—1700 рр.). Часто їх писали анонімно й доставляли через складну систему кур'єрів. Вони поділяються на італійські avvisi (італ. avviso [avˈviːzi]) та сучасний еквівалент німецькою Zeitungen (буквально: газети). З 1605 року в Німеччині, а в наступні десятиліття і в інших країнах Європи почали друкувати бюлетені. Оскільки рукописні матеріали менше підлягали цензурі та виготовлялися швидше, рукописні інформаційні бюлетені продовжували випускатися паралельно з друкованими газетами протягом усього XVII століття, а спорадично також у XVIII столітті.

## Походження
Аввізи вперше з'явилися в Римі та Венеції. За доби середньовіччя дипломати, торговці та вчені збирали інформацію та вели записи про актуальні для них новини в журналах, бухгалтерських книгах та листах. Останній спосіб став частиною складної мережі листування, такої як, наприклад, зібрана в Fuggerzeitungen (епістолярному архіві при дворі Медічі) та колекції Урбінат у Ватиканській бібліотеці. Ця інформація, яка надавалася безкоштовно, згодом продавалася фахівцями та розповсюджувалася кур'єрами, щоб задовольнити високий попит на такий продукт.
У Венеції у XVI столітті активно розвивається традиція розповсюдження інформації завдяки друкованим засобам, зокрема, аввізі. Вони випускалися у місцевих друкарнях завдяки італійським традиціям, які заохочували запис приватних і громадських подій. Цьому сприяли відносно високий рівень грамотності та освіченості аристократії, яка випускала та читала друковані видання, їх участь в європейських політичних і комерційних мережах, а також листування венеціанців для розвитку торгівлі. У Венеції видавнича діяльність (150 друкарських машин) наприкінці XVI століття більш ніж удвічі перевищувала цей показник у Парижі. Лише у Венеції випускалося від однієї сьомої до однієї восьмої європейської продукції на той час. Однак швидкість розповсюдження новин італійцями згодом почало відставати від ефективності та розвитку читацької аудиторії від німецьких авторів новин.

## Зміст

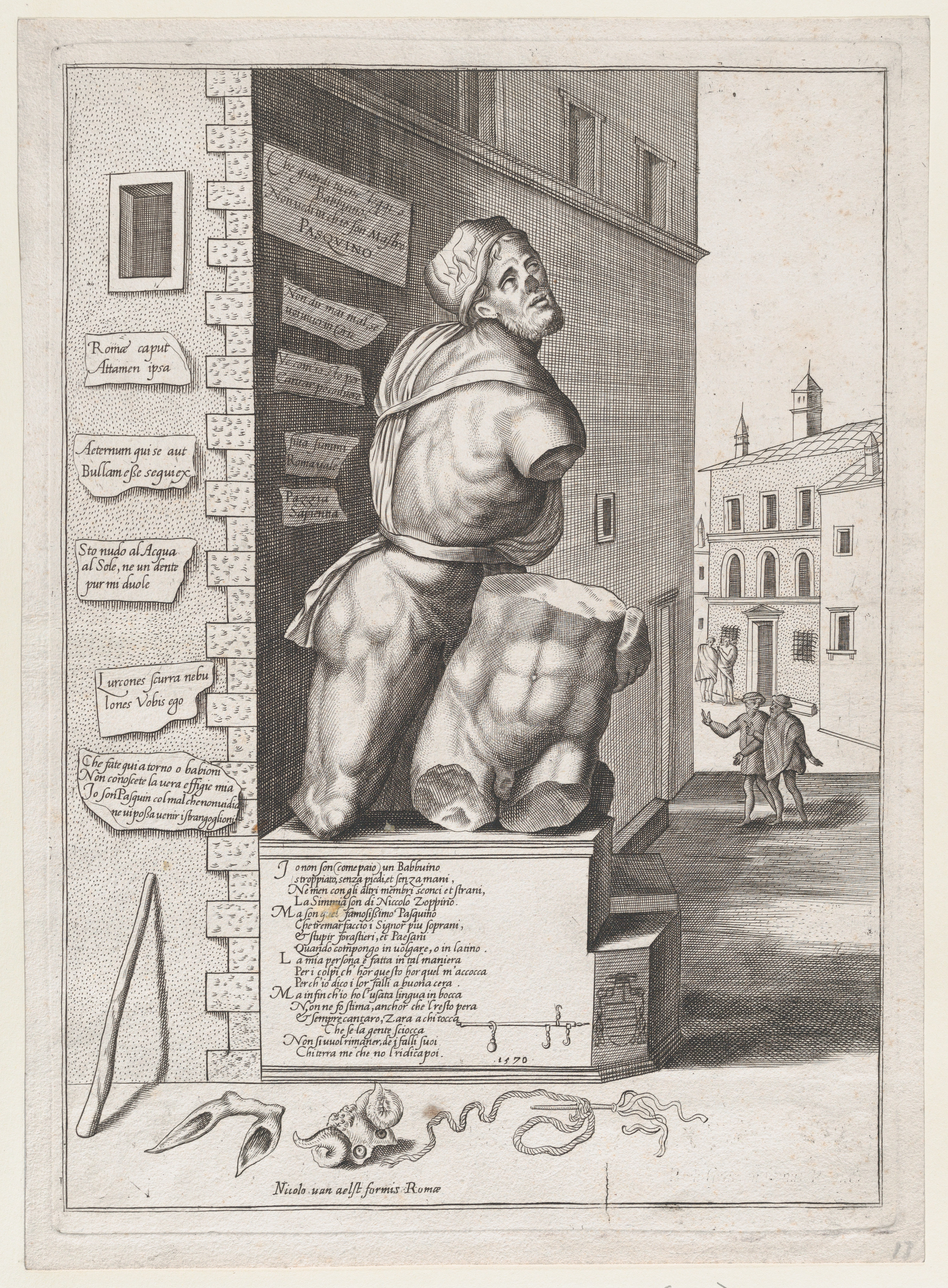
Статуя Паскіно в Римі з пасвілями, зображеними на стінах.

Зміст і характер avvisi відрізнялися у різних містах, особливо між Римом та Венецією. Римські аввізи містили церковні, політичні та кримінальні інтриги, користуючись перевагами протиборчих фракцій, які бажали розголошувати державні таємниці чи офіційні плітки для власної вигоди. Потім їх читали представники церкви та уряду, а також шляхта. Пристрасні, а іноді й скандальні, коментарі щодо актуальних питань в суспільстві були такими, що Папа піддавав їх цензурі, а кількох переписувачів було ув'язнено або страчено. Проте венеціанські аввізи були більш консервативними у висвітленні таких подій і більше зосередженими на вирішенні комерційних питань. Це не означає, що у Венеції не було публічної критики громадських діячів, але вона часто набувала інших форм, наприклад у сатирі, що виконувалася під час Венеційського карнавалу та інших подібних фестивалів, а також пасквілів. Аввізи обидвох міст з часом стали більш різноманітними, зрештою ставши схожими на звичайні газети.
Італійські землі спочатку отримували окремі новини з німецьких регіонів італійською мовою, але з часом вони почали отримувати їх як частину повних перекладів zeitungen. Як наслідок, новини з Центральної та Західної Європи почали поширюватися Італією майже в ідентичних версіях завдяки консолідації джерел новин.
Німецькі zeitungen також дещо відрізнялися за змістом від avvisi, зазвичай на третину коротші та згадували набагато менше людей. Zeitungen також висвітлювали військові аспекти конфліктів більш детально, ніж avvisi, схильні до представлення політичних новин та юридичних аспектів.

## Важливість
Урядові та церковні чиновники усвідомили потужні інструменти комунікації, які представляють avvisi, і Венеція почала публікувати власні (під назвою foglie di notizie, або аркуші новин) приблизно в 1563 році. Вони публікувалися щонеділі за координації венеційського уряду і хоча спочатку були призначені для послів Венеції за кордоном, їх часто читали вголос у громадських місцях Венеції. Уряди також наймали державних службовців, які б відповідали за збір та публікацію новин для аввізі з-за кордону. Втручання в доставку аввізі до інших сфер швидко стало політичним інструментом, який паралізував урядових функціонерів, тоді як обмін рідкісними аввізі використовувався для зміцнення альянсів. Листи новин стали дуже корисними під час війни, наприклад, для управління логістикою або прогнозування подальшого розвитку конфлікту. Їхня важливість була настільки значною, що, наприклад, готуючись до облоги Кале, тосканський командир написав придворному чиновнику в Брюсселі: «Я знову нагадую вам про вкладення [avvisi], я чекаю газет і не прийму жодного виправдання».
Avvisi мали великий вплив на громадську думку про події, і різні агенти намагалися обмежити або збільшити їхню доступність залежно від їх тематики. Після того, як Велику Армаду було знищено, іспанський військовий міністр приховав повідомлення про страшну поразку, а також замовив помилкові звіти — рання версія пропаганди. Тому актуальним стало постійне прибуття свіжих аввізів, щоб розвіяти фальшиві чутки або спостереження старих, наприклад, попередження про ворожу облогу, яка не відбулася.
У відповідь на недостовірні звіти були розроблені методи порівняння та перевірки новин, такі як часткове охоплення джерелами та консультації з багатьма продавцями, коли інформація не мала чіткої оцінки. У німецьких avvisi перекладачі час від часу намагалися зменшити суб'єктивність фактажу у статтях за допомогою певних методів. Однак фальшиві аввізи все ще були корисними для розуміння пропагандистських кампаній інших держав, можливих тенденцій у громадській думці чи міжнародного сприйняття власного уряду, тому все ще аналізувалися. Наприклад, у римському репортажі про прийом Папою німецьких князів-протестантів у 1601 році згадується, що це було зроблено, «щоб налаштувати їх на швидке навернення», тоді як у німецькому репортажі сказано, що цю дію слід розуміти як знак поваги до влади одного із князів. Різниця між цими звітами вказувала на відмінності як у релігійних, так і в політичних поглядах цих двох регіонів.
Avvisi були корисні для запобігання епідеміям, оскільки щоразу, коли в них починали говорити про можливу епідемію чуми в одному з міст, сусідні італійські міста мали змогу запровадити попереджувальні заходи у відповідь. Вони часто були драконівськими, як, наприклад, у випадку з міланським кур'єром, який був застрелений у 1575 році за наказом флорентійського правителя Франческо I Медічі через підозру, що він був носієм хвороби. Перш за все, блокувалося міжміське сполучення, як карантинний захід, і тому відсутність або пізнє надходження новин з певного міста чи району дозволяло урядам планувати свою поведінку заздалегідь.

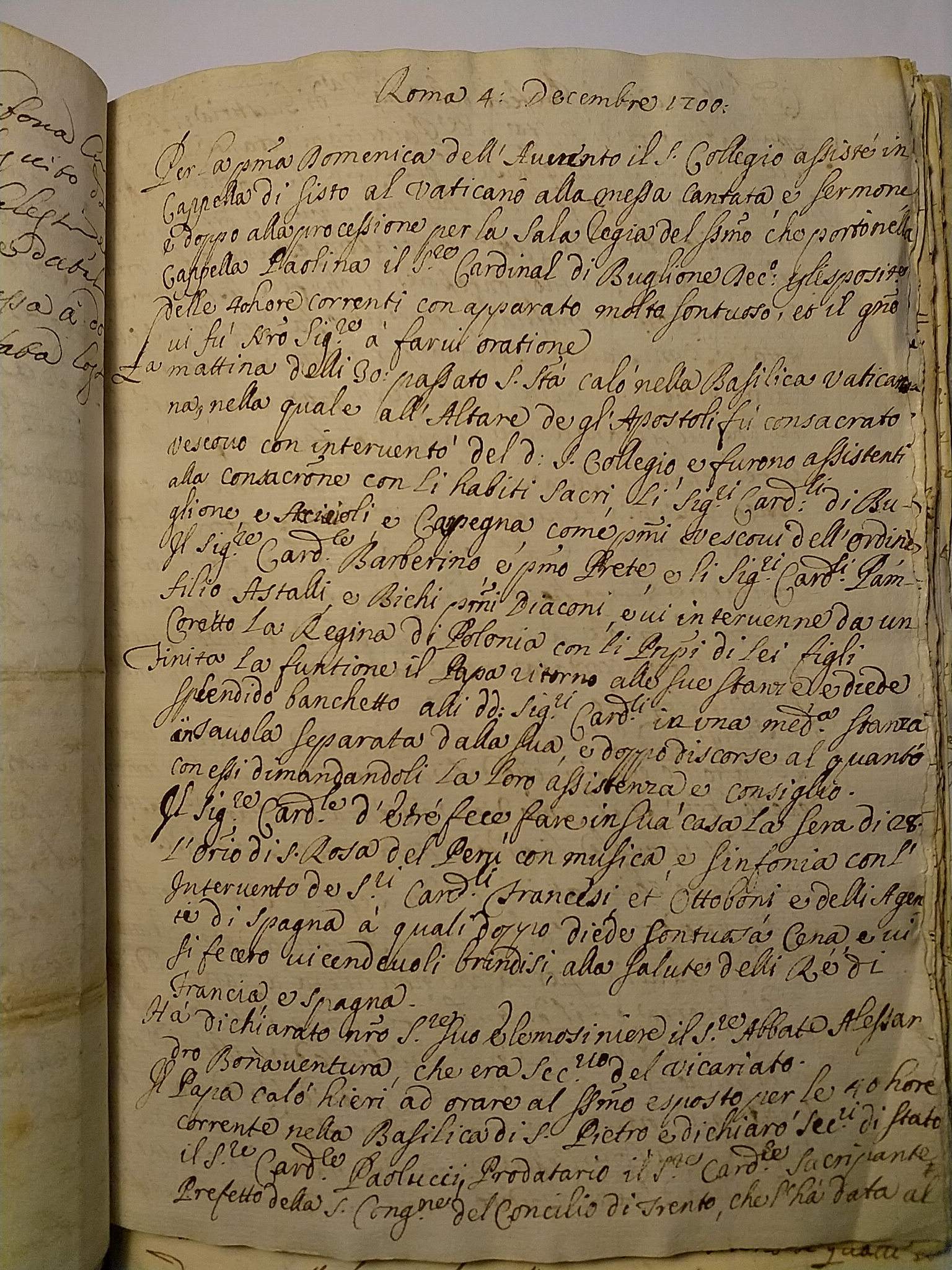
Avviso з Риму від 4 грудня 1700 року

## Підготовка та розповсюдження
Підготовка інформації до avvisi здійснювалася із джерел інформації, часто анонімних. Репортери мали мережі контактів, які відбирали інформацію від законодавчих органів, таких як сенат Венеції чи папська консисторія; канцелярії; церкви; іноземні посольства; важливі домогосподарства; і менш формальні середовища, такі як магазини, міські майдани та ринки. Інформацію збирали та об'єднували індивідуально або в скритторіях (письменницькій майстерні). Спочатку цей процес виконувався вручну, а друковані avvisi з'явилися у Венеції лише наприкінці XVII століття. Можливими причинами цього були намагання уникати цензури в рукописній формі, небажання переписувачів використовувати друкарську технологію (яку вони вважали загрозою безпеці своєї роботи). Друковані zeitungen, тим часом, були доступні як і раніше, ширшій аудиторії, ніж у їхніх італійських колег.
Згодом avvisi почали поширювати регулярними службами новин та організованими кур'єрськими мережами. Зазвичай, інформаційні бюлетені надсилалися щотижня, раз на два тижні чи щороку, залежало від типу новин і автора. Оплата за них також різнилася за формою, спочатку пропонувалася лише за одиницю та таємно, але з часом перетворилася на можливість регулярних стандартизованих передплат. Діапазон інформації, представленої в avvisi, був дуже широким, включаючи інформацію з країн Європи, а також про події в Новому Світі та Ост-Індії. Mediceo del Principato, архів придворних листів Медічі, включає твори з Лондона та Константинополя в своїх понад 100 томах avvisi, тоді як Fuggerzeitungen містить аркуші, що містять інформацію з 88 різних місць.
Мережі осіб, які збирали та торгували avvisi, могли бути такими ж різноманітними. Одним із таких прикладів є Улісс дель Паче, який був активним у Тренто та збирав, переписував або пересилав новини з Венеції, Тренто, Перуджі, Мілана, Риму та Турина в Італії, а також Антверпена, Кельна, Праги, Ліона та Стамбула до інших країн.
Порівняно з іншими регіонами Європи avvisi набуло настільки широкого поширення в Італії, що коли Фердинандо I де Медічі, великий герцог Тоскани був відправлений своїм представником у Вальядоліді, щоб поділитися з Франциско Гомесом де Сандовалом, 1-м герцогом Лерма, він зауважив, що інформаційний бюлетень «має певну важливу роль, оскільки є такими рідкісними як новини з ваших сторін, так і інформація про такі справи».

## Цензура
Ранні спроби цензури були здійснені Папою Пієм V і Радою десяти наприкінці 1500-х років, які обмежували виробництво рукописних аввізі та забороняли «розголошення інформації». Розголошення державної таємниці іншим правителям передбачало смертну кару. Після страти журналіста в листопаді 1587 року в Римі Папа безпосередньо заборонив поширення за межами Риму новин про курію, тоді як Венеція використала подібний закон, щоб стратити іншого журналіста на початку року за те, що він поділився новинами з герцогом Феррарським. Після цього журналісти та кур'єри стали набагато обережнішими у своїй торгівлі, але все одно продовжували виробляти та продавати avvisi.
Популярний венеціанський репортер Паоло Сарпі свого часу був у меншості, оскільки вважав, що поширення інформації неможливо зупинити, тому цензура була марною тратою ресурсів. Сарпі вважав, що єдиний спосіб боротися з ворожими бюлетенями — це мати власне avviso.

## Спадщина
Avvisi та zeitungen залишалися важливим аспектом інформування європейського суспільства в перехідний період під час впровадження друкарського верстата. Регулярний графік видання та публічне читання цих новинних листів виокремив складне й активне інтелектуальне та культурне життя в європейських дворах та великих містах, через які нова технологія друку могла швидко поширюватися та бути прийнятою. Крім того, вони показують, що сучасні газети стали більш удосконаленою формою попередніх способів подання актуальної інформації.
Avvisi також здійснили важливий внесок у створення першої поштової служби Великого Герцогства Тосканського під керівництвом Медичі, оскільки двір був дуже зацікавлений у придбанні інформації про політичні інтриги.